# Dorothy Phillips
Dorothy Phillips (30 de outubro de 1889 – 1 de março de 1980) foi uma atriz de teatro e de cinema estadunidense que iniciou sua carreira na era do cinema mudo, alcançando a era sonora, e que atuou em 153 filmes entre 1911 e 1962.

## Biografia
Nascida Mary Gwendolyn Strible em Baltimore, Phillips iniciou sua carreira no teatro, em 1906, com a peça Everywoman, onde fazia o papel de Modesty.
Sua primeira atuação no cinema foi em 1911, com o curta-metragem His Friend's Wife, pelo Essanay Studios, ao lado de Francis X. Bushman e Lottie Briscoe, num papel indeterminado. No mesmo ano atuou em The Rosary, também ao lado de Bushman, porém já creditada, e em seguida atuou em vários curta-metragens, todos pela Essanay, ao longo de 1911, 1913. A partir de então, alcançou sucesso, atuando em outras companhias, e atuou pela Independent Moving Pictures Company (IMP), Bison Motion Pictures, Victor Film Company, Rex Motion Picture Company, Fox Film, entre outras. Em 1916, assinou com a Universal Pictures, e protagonizou filmes como The Mark of Cain (1916), If My Country Should Call (1916), The Price of Silence (1916), Pay Me! (1917), The Grand Passion (1918), entre outros, até 1920, quando passou a atuar pela companhia de seu marido, a Allen Holubar Pictures, e depois por outras companhias. Chegou a ser chamada, por um tempo, de "Kid Nazimova", por sua habilidade em imitar Alla Nazimova.

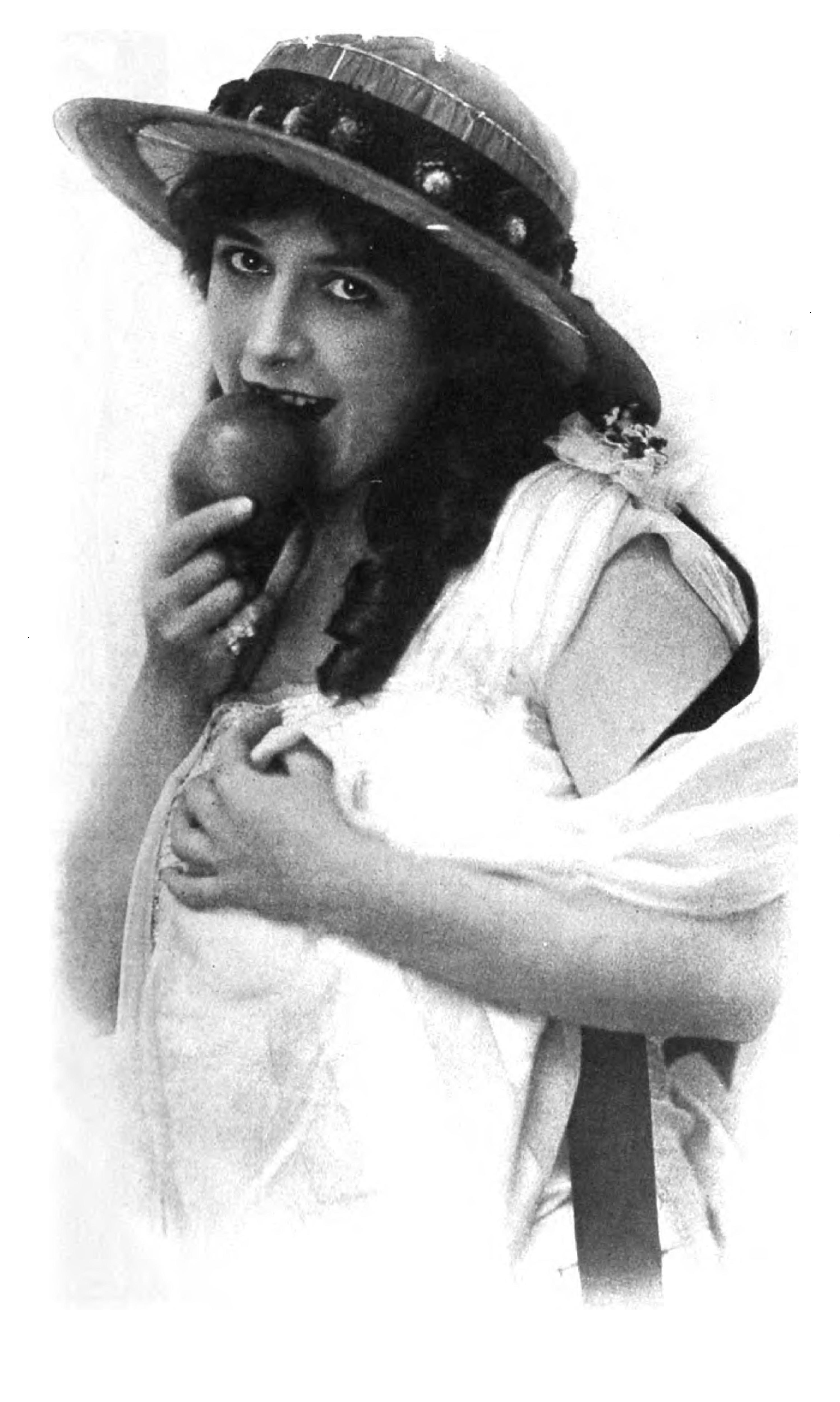
Motion Picture Magazine (setembro, 1915) Vol. X No.8, New York

Em 1923, após a morte do marido, afastou-se um tempo do cinema, retornando ainda no fim dos anos 1920. Atou em Upstage, pela MGM, e protagonizou o seriado The Bar-C Mystery, pela C. W. Patton Productions, em 1926, mas após 1927, com o advento do cinema sonoro, sua carreira entrou em decadência e Phillips passou a atuar apenas em pequenos papéis, alguns em filmes importantes, mas na maioria das vezes não creditados. Sua última incursão no cinema foi no filme de John Ford, em 1962, The Man Who Shot Liberty Valance, em que fez um pequeno papel não creditado.
Entre 1926 e 1933, atuou em algumas peças na Broadway, tais como The Great Temptations (1926) e George White's Music Hall Varieties (1933).

## Vida pessoal e morte
Dorothy Phillips foi casada com o ator e diretor Allen Joseph Holubar por onze anos, desde 22 de julho de 1912 até a morte dele aos 35 anos, em 20 de novembro de 1923, por pneumonia. O casal teve uma filha, Marie Gwendolyn Holubar. Phillips também morreu de pneumonia, aos 90 anos, em 1980, e foi sepultada no Hollywood Forever Cemetery, em Los Angeles.
Por sua contribuição para o cinema, Dorothy Phillips tem uma estrela na Calçada da Fama, no 6358 Hollywood Blvd.

## Filmografia parcial

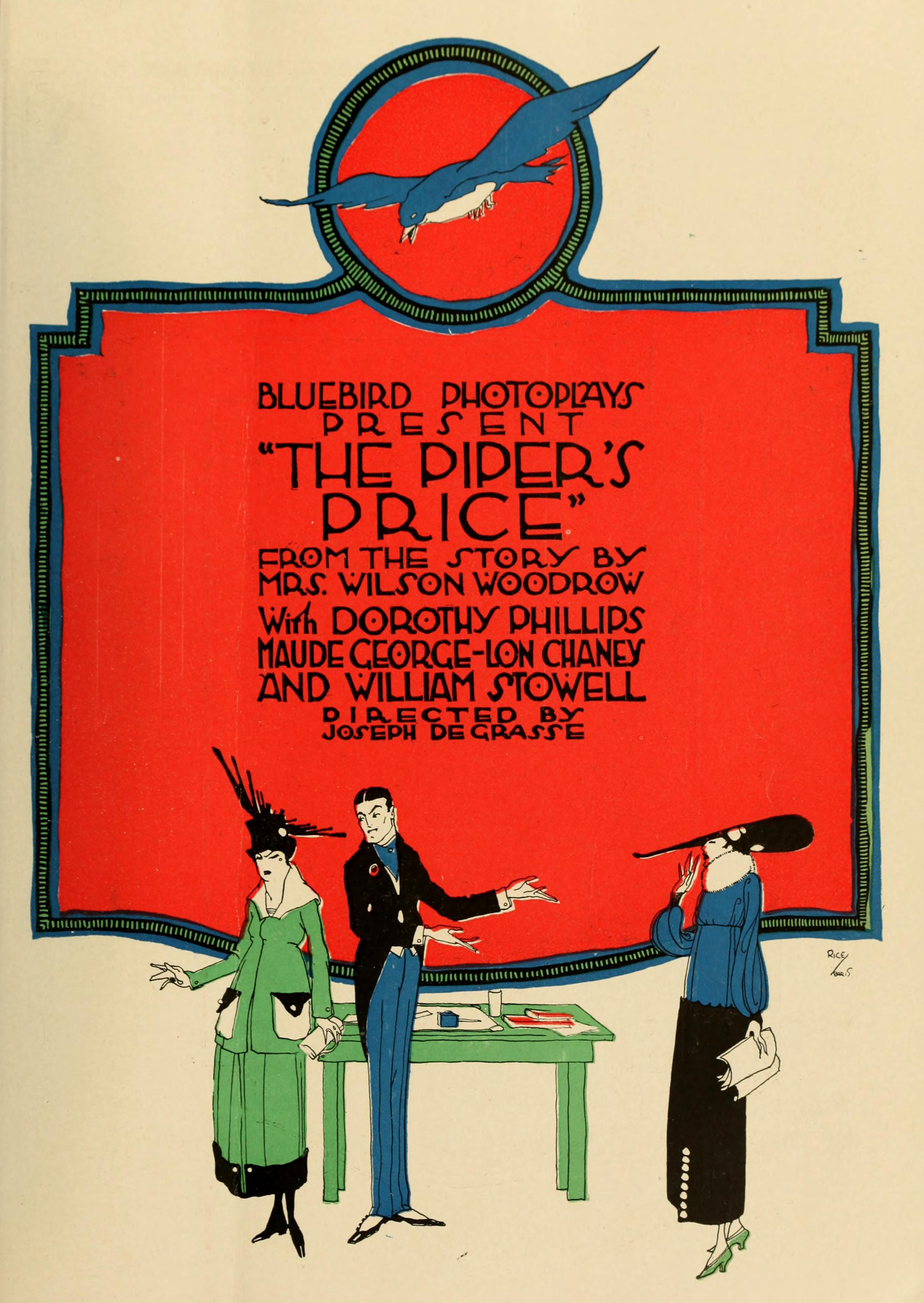
Anúncio do filme The Piper's Price (1917)

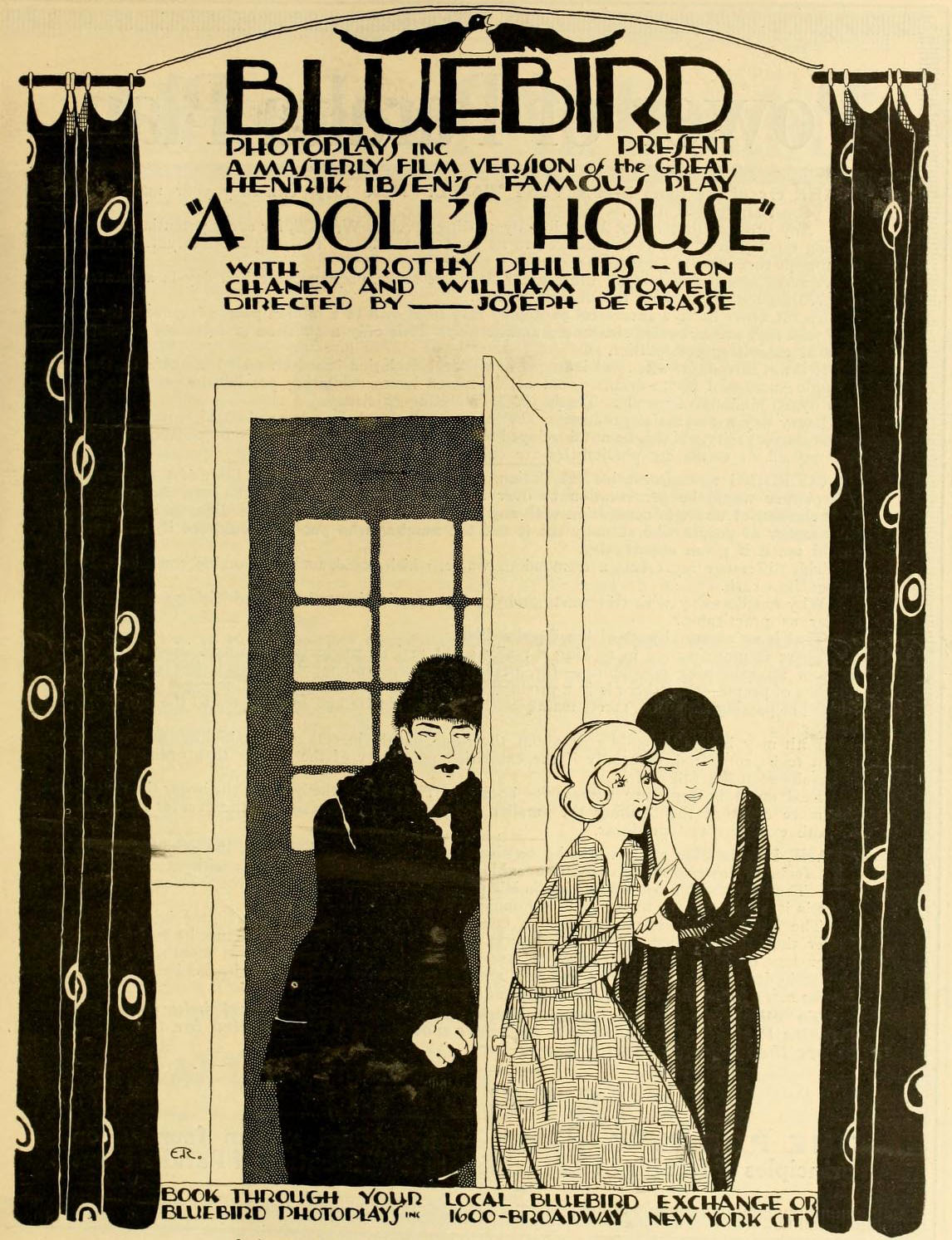
Poster do filme A Doll's House (1917)

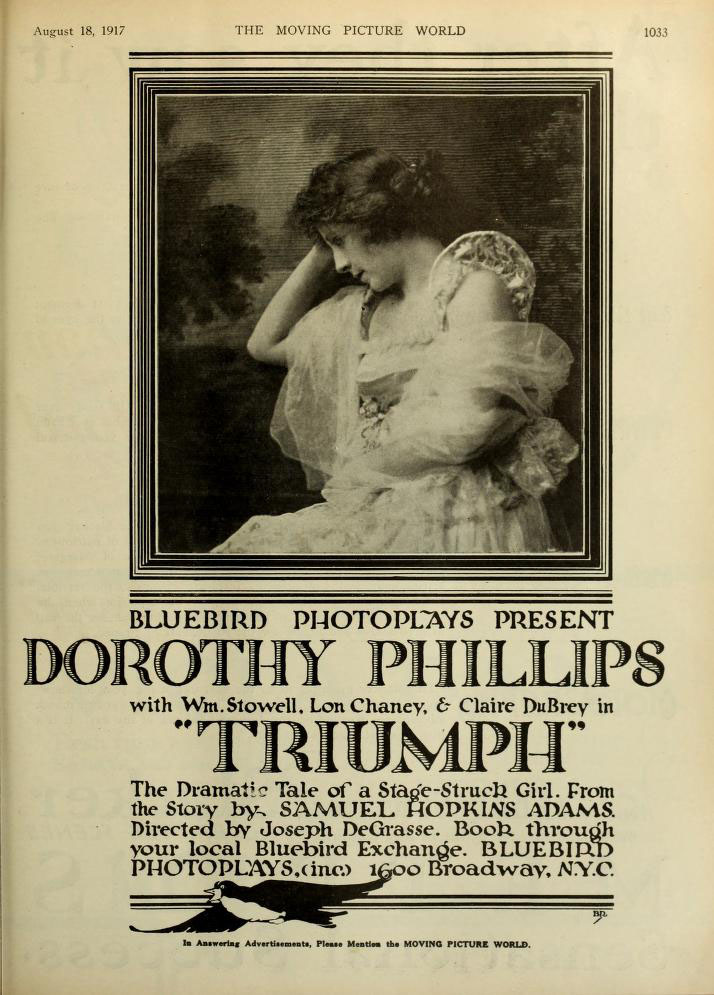
Cartaz do filme Triumph (1917), apresentando Dorothy Phillips.

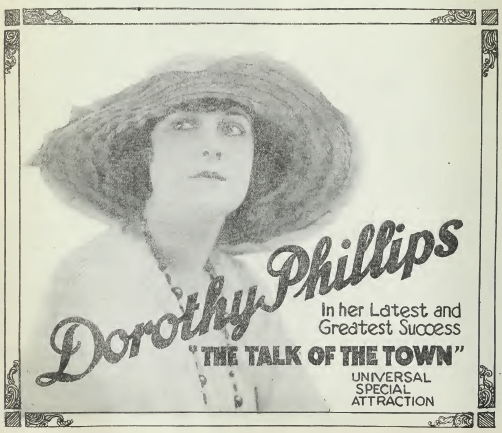
The Talk of the Town (1918), com Dorothy Phillips.

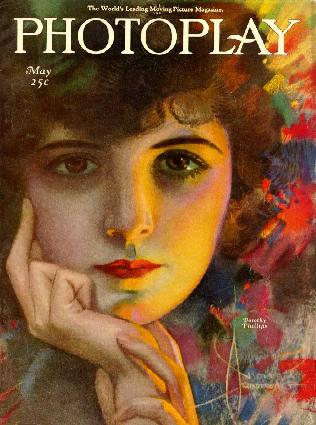
Capa da revista Photoplay em 1921

| Ano  | Filme                            | Papel                           | Notas                                                   |
| ---- | -------------------------------- | ------------------------------- | ------------------------------------------------------- |
| 1911 | His Friend's Wife                |                                 | Não-confirmada                                          |
| 1911 | The Gordian Knot                 | Marion Walters                  |                                                         |
| 1913 | The Unburied Past                | Margaret Phillips               |                                                         |
| 1913 | The Power of Conscience          | Dora Gordon                     |                                                         |
| 1914 | In All Things Moderation         |                                 |                                                         |
| 1914 | Three Men Who Knew               |                                 |                                                         |
| 1915 | The Affair of the Terrace        | Jasmine Roberts                 |                                                         |
| 1915 | The Trail of the Upper Yukon     | Marcia                          |                                                         |
| 1916 | The Mark of Cain                 | Doris                           | Título alternativo: By Fate's Degree                    |
| 1916 | If My Country Should Call        | Margaret Ardrath                |                                                         |
| 1916 | The Place Beyond the Winds       | Priscilla Glenn                 |                                                         |
| 1916 | The Price of Silence             | Helen Urmy                      |                                                         |
| 1917 | The Piper's Price                | Amy Hadley                      |                                                         |
| 1917 | Hell Morgan's Girl               | Lola                            |                                                         |
| 1917 | The Girl in the Checkered Coat   | Mary Graham "Flash" Fan         |                                                         |
| 1917 | The Flashlight                   | Delice Brixton                  | Título alternativo: The Flashlight Girl                 |
| 1917 | A Doll's House                   | Nora Helmer                     |                                                         |
| 1917 | Fires of Rebellion               | Madge Garvey                    |                                                         |
| 1917 | The Rescue                       | Anne Wetherall                  |                                                         |
| 1917 | Pay Me!                          | Marta                           | Títulos alternativos: Pay Day The Vengeance of the West |
| 1917 | Triumph                          | Nell Baxter                     |                                                         |
| 1918 | The Grand Passion                | Viola Argos                     |                                                         |
| 1918 | Broadway Love                    | Midge O'Hara                    |                                                         |
| 1918 | The Talk of the Town             | Genevra French                  | Direção de Allen Holubar, seu marido                    |
| 1918 | The Heart of Humanity            | Nanette                         | Direção de Allen Holubar                                |
| 1919 | Destiny                          | Mary Burton                     |                                                         |
| 1919 | Paid in Advance                  | Joan Gray                       |                                                         |
| 1920 | Once to Every Woman              | Aurora Meredith                 |                                                         |
| 1921 | Man-Woman-Marriage               | Victoria                        |                                                         |
| 1922 | Hurricane's Gal                  | Lola                            |                                                         |
| 1922 | The World's a Stage              | Jo Bishop                       |                                                         |
| 1923 | Slander the Woman                | Yvonne Desmarest                |                                                         |
| 1923 | The Unknown Purple               |                                 | Não-creditada                                           |
| 1925 | The Sporting Chance              | Patricia Winthrop               |                                                         |
| 1925 | Without Mercy                    | Mrs. Enid Grant                 |                                                         |
| 1926 | The Bar-C Mystery                | Jane Cortelyou                  |                                                         |
| 1926 | The Gay Deceiver                 | Claire                          |                                                         |
| 1926 | Upstage                          | Miss Weaver                     |                                                         |
| 1927 | Women Love Diamonds              | Mrs. Flaherty                   |                                                         |
| 1927 | Cradle Snatchers                 | Kitty Ladd                      | Direção de Howard Hawks                                 |
| 1930 | The Jazz Cinderella              | Mrs. Consuelo Carter            | Título alternativo: Love Is Like That                   |
| 1934 | Now I'll Tell                    | Mrs. Farth                      | Cenas deletadas                                         |
| 1936 | Thank You, Jeeves!               | Mãe do menino                   | Não-creditada                                           |
| 1937 | Hot Water                        | Enfermeira                      | Não-creditada                                           |
| 1940 | And One Was Beautiful            | Arrumadeira de Gertrude         | Não-creditada                                           |
| 1942 | My Favorite Spy                  | Mulher no casamento             | Não-creditada                                           |
| 1943 | The Cross of Lorraine            | Mulher na vila                  | Não-creditada                                           |
| 1944 | Mrs. Parkington                  | Pedestre                        | Não-creditada                                           |
| 1946 | The Postman Always Rings Twice   | Enfermeira                      | Não-creditada                                           |
| 1949 | The Reckless Moment              | Mulher                          | Não-creditada                                           |
| 1950 | Father of the Bride              | Mulher na sequência de pesadelo | Não-creditada                                           |
| 1951 | Man in the Saddle                | Mulher na cidade                | Não-creditada                                           |
| 1955 | Violent Saturday                 | Cliente do banco                | Não-creditada                                           |
| 1956 | The Man in the Gray Flannel Suit | Ajudante de Mr. Hopkins         | Não-creditada                                           |
| 1962 | The Man Who Shot Liberty Valance |                                 | Não-creditada                                           |

## Peças (lista parcial)
- Everywoman (1906)
- The Great Temptations (1926)
- Lucky (1927)
- Three Cheers (1928)
- George White's Music Hall Varieties (1933)